# 中国计算机学会
中国计算机学会（英語：China Computer Federation，缩写为CCF）是中华人民共和国计算机工作者组成的全国性、学术性、非营利性社会团体，成立于1962年，现为全国一级学会，隶属于中国科学技术协会，旨在推动计算机学术进步和技术成果的应用。

## 概况
中国电子学会计算机专业委员会于1962年6月成立，1966年开始因文革停止活动，1979年1月，学会恢复活动并改名为中国电子学会计算机学会。1985年3月，中国科协批准成立中国计算机学会。1985年6月1日，中国计算机学会正式成立。

## 出版物

### 期刊
- 《中国计算机学会通讯》
- 《计算机学报》
- 《CAD与图形学学报》
- 《计算机科学技术学报》
- 《计算机研究与发展》
- 《软件学报》
- 《计算机应用》
- 《计算机工程与应用》
- 《计算机技术与发展》
- 《计算机科学》
- 《小型微型计算机系统》
- 《计算机应用研究》
- 《计算机应用与软件》
- 《计算机科学与探索》
- 《计算机工程与科学》
- 《微电子学与计算机》
- 《计算机工程与设计》

## 颁发奖项
- CCF终身成就奖
- CCF王选奖
- CCF海外杰出贡献奖
- CCF优秀博士学位论文奖
- CCF-IEEE CS青年科学家奖
- CCF夏培肃奖
- CCF科学技术奖
- CCF杰出教育奖
- CCF优秀大学生奖
- CCF计算机企业家奖
- CCF杰出工程师奖
- CCF杰出贡献奖
- CCF卓越服务奖
- CCF专业委员会奖

## 会士制度
中国计算机学会会士是中国计算机学会授予学会会员的最高学术荣誉，表彰在计算机领域有卓越成就或对学会有突出贡献的会员。根据《中国计算机学会会士条例》，现任会士与杰出会员可提名会士候选人，并经会士评选委员会评选产生。
中国计算机学会会士自2008年起开始评选，至今产生已有150余位会士。